# Keaau

Keaau na tle Hawaii

Keaau – jednostka osadnicza w Stanach Zjednoczonych, w stanie Hawaje, w hrabstwie Hawaiʻi.